# ハリガネゴケ科
ハリガネゴケ科（Bryaceae）は、マゴケ目（ホンマゴケ目）に属する蘚類の科。和名はカサゴケ科とされることもある。ハリガネゴケやカサゴケ (Rhodobryum roseum) など数百種が所属する。

## 特徴
ハリガネゴケ科の多くの種では葉が卵状披針形である。葉の中肋は葉の先端近くまで伸びるか先端に達する。蒴は蒴柄の頂端に付き、蒴歯は通常2列、内蒴歯はよく発達する。

## 属
属数や種数は各文献によって異なるが、31属945種や約10属660種などとされる。日本には9属があり、分類は困難であるとされる。

### 主な属
- Acidodontium
- ギンゴケモドキ属 Anomobryum
- ウリゴケ属 Brachymenium - ホソウリゴケなど
- ハリガネゴケ属 Bryum - ハリガネゴケなど
- アカスジゴケ属 Epipterygium
- Haplodontium
- Imbribryum
- ホソバゴケ属 Mielichhoferia
- Perssonia
- ヘチマゴケ属 Pohlia - ヘチマゴケなど
- カサゴケ属 Rhodobryum - カサゴケ、オオカサゴケなど
- Roellia